# Spas-Demensk
Spas-Demensk (in russo Спас-Деменск?) è una cittadina della Russia europea, nell'Oblast' di Kaluga, situata a circa 200 km da Kaluga sulle rive del fiume Demena.
Ricordata in un documento del 1446, ottenne lo status di città nel 1917 ed è capoluogo del rajon Spas-Demenskij.